# Saverio Grisei
Saverio Grisei (Morrovalle, 17 luglio 1811 – Morrovalle, 24 gennaio 1876) è stato un patriota italiano che prese parte ai moti insurrezionali per l’unificazione d’Italia.

## Biografia
Quella dei conti Grisei era un’illustre famiglia marchigiana, i cui membri nei secoli avevano ricoperto incarichi politici rilevanti. La casata sin dal XVII secolo era annoverata tra le famiglie patrizie dello Stato Pontificio, godendo quindi di particolari privilegi. Suo padre Settimio Grisei, marito di Rosa Iotti, era un convinto sostenitore del liberalismo e contrario al clericalismo usato come sistema politico; venne anche eletto podestà di Morrovalle.
Appartenendo a una famiglia nobile, Saverio Grisei ebbe la possibilità di conseguire un buon percorso di studi liceali e universitari a Macerata. In quegli anni prese parte ai tumulti organizzati dagli studenti maceratesi e aderì alla Giovine Italia di Mazzini, influenzato dalle idee liberali risorgimentali del padre che era avverso al governo pontificio.
Visse a Morrovalle fino al 1847 quando si trasferì a San Benedetto del Tronto, dove ottenne l’impiego di ispettore di Sali e Tabacchi e iniziò la sua militanza politica frequentando il circolo popolare. All’interno del circolo promosse molte iniziative patriottiche: scrisse egli stesso epigrammi, satire politiche e manifesti, promulgando gli ideali liberali-risorgimentali. Tra le altre, scrisse una lettera di protesta in cui accusò il generale francese Oudinot di aver tradito i principi della Rivoluzione francese, avendo decretato la fine della Repubblica Romana
Nel 1850 si trasferì a Fabriano dove entrò in contatto con altri patrioti e cospiratori repubblicani e proseguì la sua attività patriottica. Nel 1854 si spostò a Ravenna, dove venne poi arrestato e condotto ad Ancona. Il patriota venne accusato di Alto Tradimento, che prevedeva la condanna a morte. La pena in seguito venne commutata in via di grazia con due anni di carcere, che Grisei scontò con l’esilio. Per quanto riguarda questa fase della sua vita, non vi sono informazioni certe: forse si rifugiò a Genova, città nota per l’accoglienza degli esuli oppure in qualche altra città delle Marche, presumibilmente Morrovalle.
Nel 1859 Saverio Grisei arruolò un esercito volontario di circa 500 giovani, pronti a prendere parte alla sommossa ideata da Cavour al fine di annettere le Marche allo stato Sabaudo. Questo gruppo, chiamato "I Cacciatori delle Marche", non era formato da soldati professionisti ma da giovani motivati e armati soltanto di coraggio e grande forza d’animo. 
Assieme al commissario militare civitanovese Francesco Frisciotti, affiliato della Giovine Italia, occupò San Benedetto del Tronto, Grottammare e Cupramarittima e fece prigionieri i soldati dello Stato Pontificio in fuga dalla Battaglia di Castelfidardo.
In seguito, i Cacciatori delle Marche liberarono Ascoli Piceno e Fermo dal governo pontificio. Il gruppo volontario si sciolse il 27 settembre 1860, dal momento che aveva adempiuto a tutti i suoi compiti. Due giorni dopo l’annessione delle Marche al Regno d’Italia fu completata con la conquista di Ancona del 29 settembre. Per legittimare l’impresa vennero indetti dei plebisciti popolari che ebbero esito quasi del tutto positivo. L’impresa compiuta da Saverio, il cui esito positivo fu ottenuto senza spargimenti di sangue, non passò inosservata, tanto che il re Vittorio Emanuele II lo promosse Direttore compartimentale delle Gabelle e “Uffiziale dell’Ordine dei Santi Maurizio e Lazzaro”, la massima onorificenza di casa Savoia, investendolo dei titoli di cavaliere e di conte.
Abbandonata l’attività di rivoluzionario, tornò a vivere da pensionato a Morrovalle, dove si impegnò affinché il nuovo ordinamento giuridico-amministrativo dello Stato italiano fosse applicato dai funzionari locali.
Morì improvvisamente a Morrovalle il 24 gennaio 1876 e venne sepolto, senza celebrare alcun funerale religioso, nella Chiesa rurale della Madonna dell'Acquasanta, come aveva scritto nel testamento.